# (2056) Nancy
(2056) Nancy es un asteroide perteneciente al cinturón de asteroides, descubierto el 15 de octubre de 1909 por el astrónomo alemán Joseph Helffrich desde el Observatorio de Heidelberg-Königstuhl (Heidelberg, Alemania).

## Designación y nombre
Designado provisionalmente como A909 TB. Fue nombrado en homenaje a Nancy Lou Zissell Marsden, esposa del astrónomo británico Brian Marsden